# Скобельський Петро
Скобельський Петро (1849 — 1912) — історик і педагог, гімназійний вчитель у Бродах та Львові, консерватор пам'яток Східної Галичини (1901–1912).

## Життєпис
Перекладав з української мови німецькою і з німецької — українською. У 1872—1874 рр. переклав німецькою мовою близько 20 віршів та поем Т. Шевченка, а також декілька творів М. Шашкевича. Історичні праці Скобельського друкувалися у звіті львівської академічної гімназії. 1886 р. у Славуті видав том грамот архіву князів Санґушків, а 1887 р — документи львівської Ставропігії (ювілейне видання). У 1889 р. був редактором часопису «Зоря». 
1 березня 1891 р. за сприянням представників української інтелігенції на чолі з греко-католицьким катехитом бродівської гімназії о. Григорієм Яремою відкрилася філія товариства «Просвіта» в Бродах. Того ж дня був прийнятий «Статут товариства філія „Просвіти“ в Бродах», під яким підписалися: о. Г. Ярема, П. Скобельський, А. Чичкевич, В. Лукавецький, о. Ю. Мандичевський та інші.
З його творів було опубліковано «І широкую долину» (1912), розділ «Титар» з поеми «Гайдамаки», вступну частину вірша «До Основ’яненка», «Гамалію» (всі — 1939). Уривок з поеми «Гайдамаки» (розділ «Титар») у перекладі Скобельського вміщено в «Збірнику праць дванадцятої наукової шевченківської конференції», видану 1964 р. у Києві.